# Boeing-Stearman AT-15
Die Boeing-Stearman AT-15 (Werksbezeichnung X-120, inoffizieller Beiname Crewmaker) ist ein militärisches Schulflugzeug des US-amerikanischen Herstellers Boeing, der dieses Baumuster in seiner Stearman Division entwickeln und fertigen ließ. Das Flugzeug war für die Schulung von Bomben- und Bordschützen vorgesehen.

## Geschichte
Die 1926 gegründete Stearman Aircraft Corporation wurde 1934 von Boeing als Tochtergesellschaft übernommen. Im Jahr 1938 erfolgte die Eingliederung in die Boeing-Unternehmensstruktur als Stearman Division of Boeing und drei Jahre später die Umbenennung in Wichita Division der Boeing Werke.
Im Jahr 1941 nahm Stearman an einer Ausschreibung der USAAF für einen Bomber-Trainer teil. Konkurrenzmuster waren die Fairchild XAT-13 und XAT-14. Wegen des vorhergesagten kriegsbedingten Mangels an Aluminium als Werkstoff wurde eine Konstruktion in Gemischtbauweise vorgeschlagen. Die Rumpfstruktur war als stoffbespannte geschweißte Stahlrohrkonstruktion ausgeführt, während das Leitwerk- und die Tragflächenstruktur vollständig aus Holz bestand und mit Sperrholz beplankt war. Abgesehen von den eingesetzten Werkstoffen zeigte die AT-15 in der aerodynamischen Auslegung viele Gemeinsamkeiten mit dem Prototyp XA-21, ein leichter Bomber von Stearman. Beide Flugzeuge sind als Schulterdecker ausgelegt und besitzen einen tiefen Rumpf.
Die XAT-15 war als verkleinerter Bomber gedacht und sollte einer vollständigen Bomberbesatzung, bestehend aus Bombenschütze, Pilot, Kopilot und Bordschütze, entsprechende Schulungsmöglichkeiten bieten. Beide Prototypen wurden im Mai 1942 zur Erprobung zum Wright Field gebracht. Später erhielten die Flugzeuge auch einen anfänglich nicht vorhandenen Rückenturm. Eine Beurteilung der XAT-15 im Hinblick auf den vorgesehenen Einsatzzweck ist nicht bekannt geworden. Jedoch wurden bereits erteilte Aufträge über 1045 Maschinen, von denen 325 bei Bellanca und 360 von McDonnell gebaut werden sollten, von der USAAF wieder storniert, nachdem die Entscheidung getroffen worden war, dass keine Gemischtbauweise mehr für Fortgeschrittenenflugzeuge verwendet werden sollte. Hinzu kam, dass im Laufe des Krieges vermehrt Kampfflugzeuge, wie die North American B-25 und Martin B-26 für das Besatzungstraining verfügbar waren.
Die für den Serienbau der AT-15 vorgesehenen Finanzmittel wurden nun auf die in reiner Holzbauweise konzipierte Fairchild AT-21 übertragen, wobei auch Bellanca und McDonnell an der Produktion des zweimotorigen Bomber-Schulflugzeugs beteiligt waren.

## Technische Daten
| Kenngröße             | Daten |
| --------------------- | --- |
| Besatzung             | 5 |
| Länge                 | 12,91 m |
| Spannweite            | 18,20 m |
| Flügelfläche          | 42,5 m2 |
| Leermasse             | 4830 kg |
| Startmasse            | 5470 kg |
| Marschgeschwindigkeit | 296 km/h |
| Höchstgeschwindigkeit | 323 km/h |
| Dienstgipfelhöhe      | 5760 m |
| Reichweite            | 1360 km |
| Triebwerke            | 2 × Pratt & Whitney R-1340-AN1 Neunzylinder-Sternmotor mit verstellbaren Zweiblatt-Metallpropellern                                                |
| Bewaffnung            | 2 × bewegliche .30-cal MGs in Bug- und Rumpfständen 2 × .30-cal-MGs in einem kraftbetätigten Turm auf dem Rumpfrücken bis zu 45 kg an Übungsbomben |